# KiKi Layne
Kiandra (KiKi) Layne (Cincinnati, 10 december 1991) is een Amerikaanse actrice. 
Layne maakte haar filmdebuut op het witte doek met de dramafilm If Beale Street Could Talk uit 2018, waarin ze de hoofdrol speelde van Tish Rivers. Ook is ze bekend van de actiefilm The Old Guard uit 2020 met de rol van de Nile Freeman. Ze behaalde een Bachelor of Fine Arts in acteren aan The Theatre School at DePaul University in 2014. Ze heeft gemodelleerd voor het modemerk, Kate Spade New York. Met de film If Beale Street Could Talk won ze twee filmprijzen.